# 18750 Leonidakimov
18750 Leonidakimov è un asteroide della fascia principale. Scoperto nel 1999, presenta un'orbita caratterizzata da un semiasse maggiore pari a 2,6031798 UA e da un'eccentricità di 0,2383385, inclinata di 5,63902° rispetto all'eclittica.